# Palais Colloredo
 (septembre 2020).
Pour les articles homonymes, voir Colloredo.

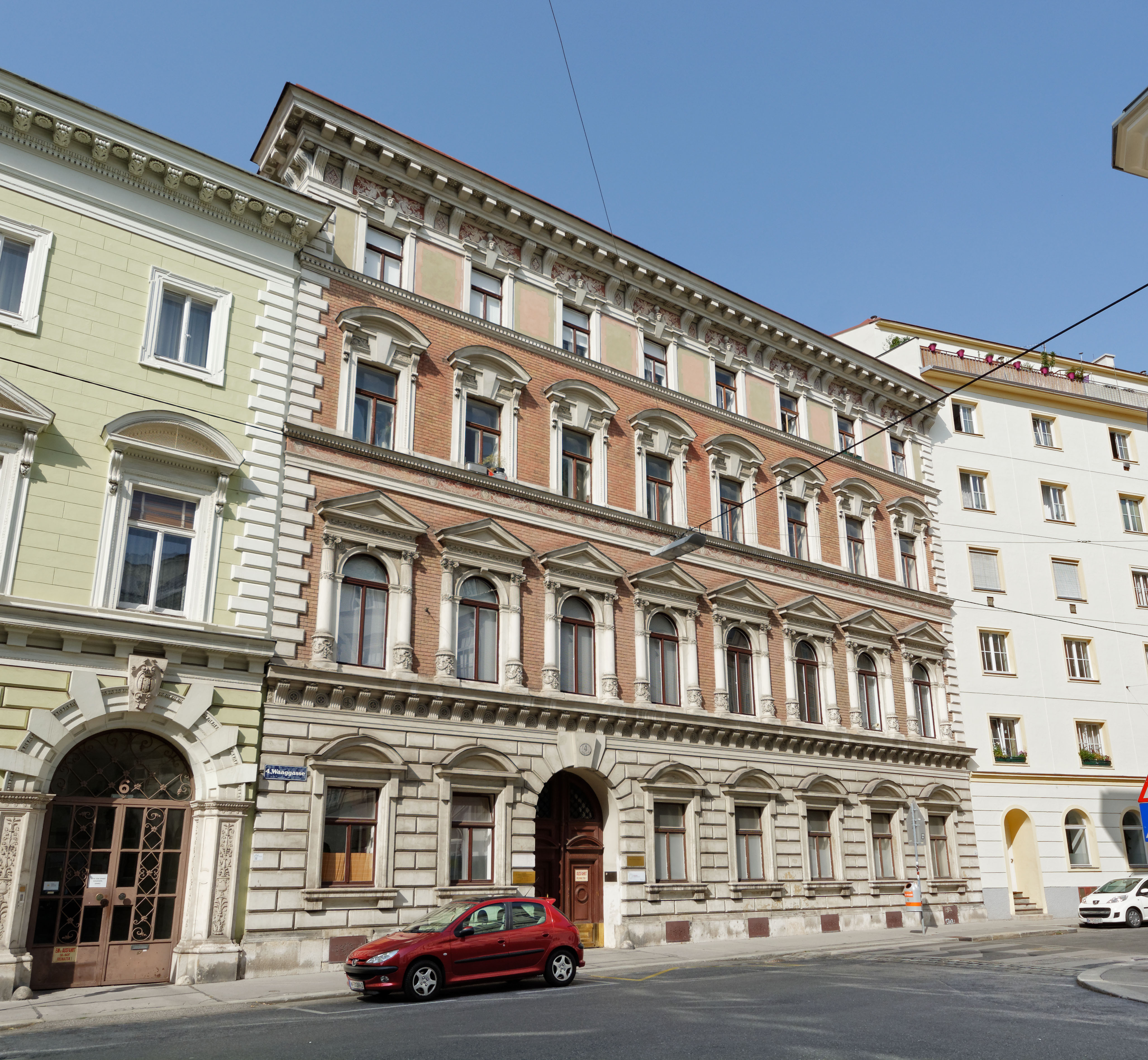
Palais Colloredo - façade sur la Waaggasse

Le palais Colloredo est un palais urbain de Vienne, situé dans le quartier de Wieden, sur la Waaggasse. 

## Histoire
Le palais-jardin avec la cour faisant face à la Waaggasse d'aujourd'hui a probablement été construit en 1697 par un maître constructeur inconnu pour la famille Colloredo (de) et modifié en style classique par Adam Hildwein en 1820. En 1874, la cour principale a été complétée par une aile de rue historique, construite par Theodor Hoppe, et transformée en cour intérieure.

## Description

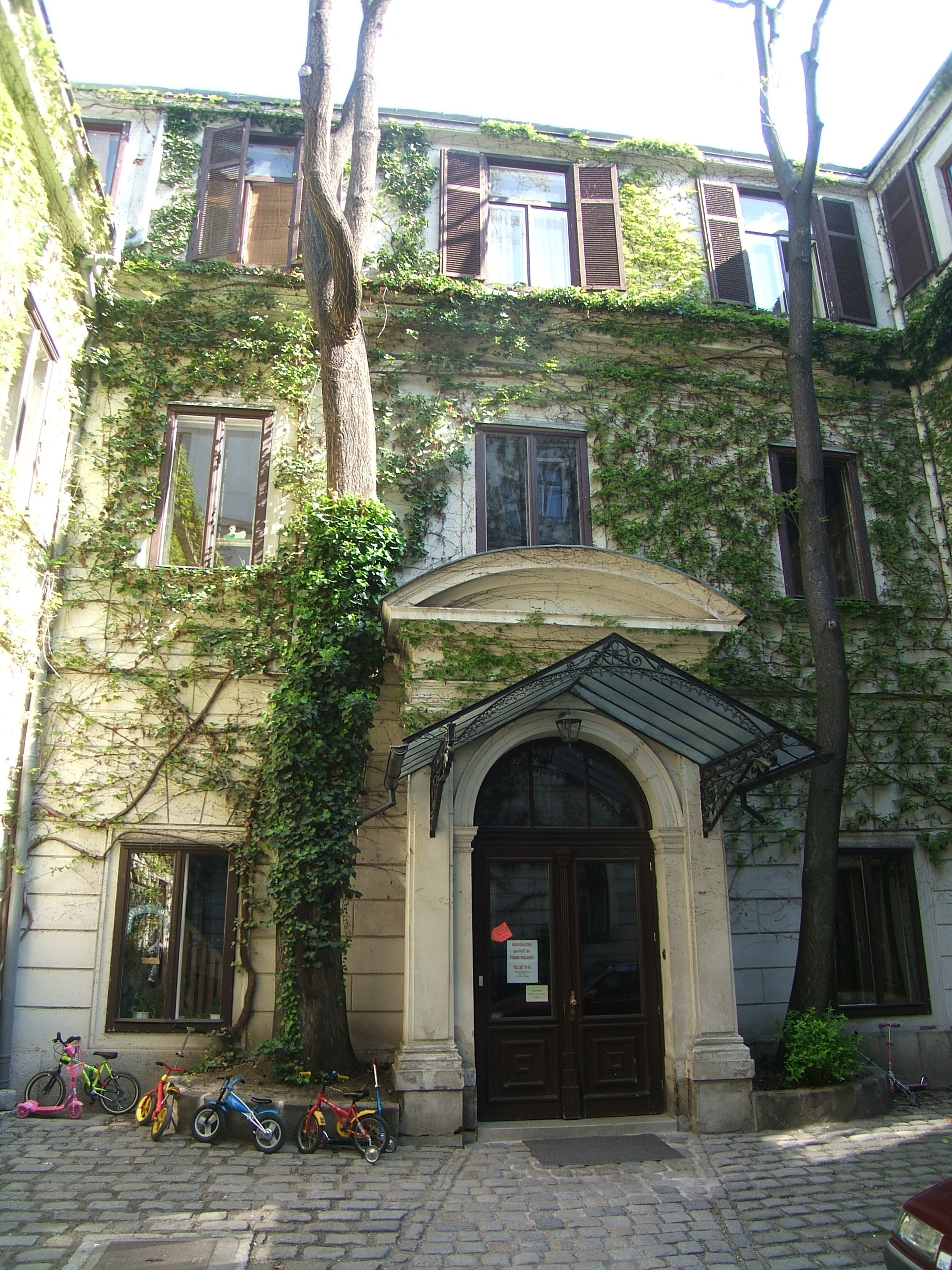
Palais Colloredo - vue sur la cour

La façade strictement historique faisant face à Waaggasse est conçue dans le style de la Haute Renaissance romaine. Le palais d'origine avec une façade carrée entoure la cour intérieure sur trois côtés. La façade du jardin, qui est maintenant utilisée par un jardin d'enfants, est entourée par trois ailes. 

## Littérature
- Dehio-Handbuch, les monuments d'art de l'Autriche. Inventaire topographique des monuments. Département: Vienne. Volume 2: Wolfgang Czerny: II à IX. et XX. District. Révision. Schroll, Vienne et al.1993,  (ISBN 3-7031-0680-8), p. 198.

## Liens web
- Planet-Vienna: Palais Colloredo

## Source de traduction
- (de) Cet article est partiellement ou en totalité issu de l’article de Wikipédia en allemand intitulé « Palais Colloredo » (voir la liste des auteurs).